# Cédric Klapisch
Cédric Klapisch (Neuilly-sur-Seine, 4 de setembro de 1961) é um cineasta, ator, produtor e argumentista francês. 
Klapisch estudou cinema na Sorbonne Nouvelle (Paris III). Como realizador e argumentista, os seus principais filmes são L'Auberge espagnole, Les Poupées russes, Paris e Un air de famille, este último foi vencedor de vários Césares.
Foi na sua segunda longa-metragem Le Péril jeune que se descobriu Romain Duris, atualmente um incontornável ator do cinema francês.

## Filmografia
Longas-metragens
| Ano  | Título original                       | Título no Brasil    | Título em Portugal      | Notas                   |
| ---- | ------------------------------------- | ------------------- | ----------------------- | ----------------------- |
| 1991 | Riens du tout                         |                     |                         |                         |
| 1995 | Le Péril jeune                        |                     |                         |                         |
| 1996 | Chacun cherche son chat               |                     |                         |                         |
| 1996 | Un air de famille                     | Odeio Te Amar       |                         |                         |
| 1999 | Peut-être                             | Além do Meu Futuro  |                         |                         |
| 2001 | L'Auberge espagnole                   | O Albergue Espanhol | A Residência Espanhola  |                         |
| 2002 | Ni pour ni contre (bien au contraire) |                     | Nem a Favor, Nem Contra |                         |
| 2005 | Les Poupées russes                    | Bonecas Russas      | As Bonecas Russas       |                         |
| 2008 | Paris                                 | Paris               | Paris                   |                         |
| 2010 | Aurélie Dupont, l'espace d'un instant |                     |                         | documentário televisivo |
| 2011 | Ma part du gâteau                     |                     |                         |                         |
| 2013 | Casse-tête chinois                    | O Enigma Chinês     | Puzzle Chinês           |                         |

Curtas-metragens
- Glamour toujours
- Jack le menteur
- In Transit
- Ce qui me meut
- 3000 scénarios contre un virus (partes: Poisson rouge e La Chambre)
- Lumière et Compagnie
- Le Ramoneur des Lilas